# Pasivace
Pasivace je samovolná nebo řízená tvorba ochranné vrstvy na povrchu kovu, zabraňující korozi a narušení povrchu kovu – např. tmavnutí stříbra. Pasivace se dosahuje působením chemických látek nebo elektrochemickými metodami.
Koroze kovů ve vodných prostředích má převážně elektrochemický mechanismus. Proto také může být korozní rychlost omezována polarizací kovového povrchu – elektrochemickou ochranou. Většina technicky používaných kovů zakládá svoji korozní odolnost na schopnosti samovolné pasivace.

## Termíny vztahující se k pasivaci
- pasivní stav; pasivita – stav kovu vzniklý pasivací
- pasivátor – chemická látka způsobující pasivaci
- pasivační vrstva; pasivní vrstva – slabá, přilnavá ochranná vrstva vytvořená na povrchu kovu během reakce kovu s prostředím
- pasivační potenciál – korozní potenciál, při němž hodnota korozního proudu dosahuje vrcholu a nad nímž je oblast potenciálů, v níž je kov v pasivním stavu
- pasivační proud – korozní proud při pasivačním potenciálu